# Tai-Noi-Schrift

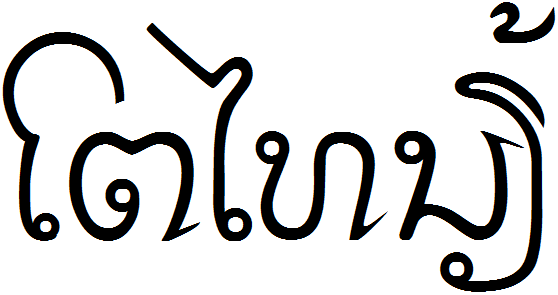
Beispiel von Tai Noi: To Tai Noi, Übersetzung: Tai-Noi-Schriftzeichen

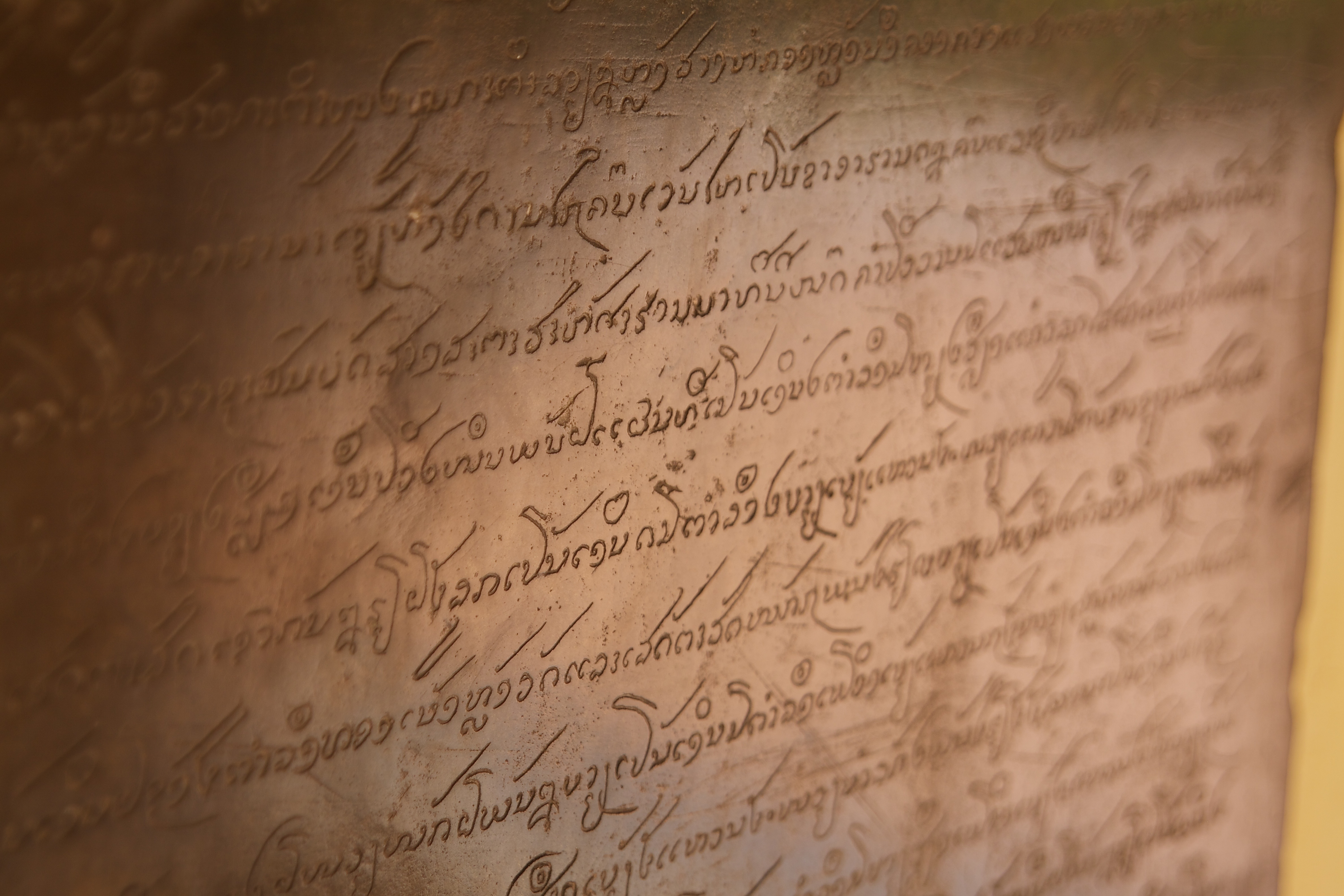
Inschrift in Tai-Noi-Schrift aus dem Jahre 1824 im Tempel Si Saket in Vientiane.

Die Tai-Noi-Schrift, auch Thai-Noi-Schrift (laotisch ອັກສອນໄທນ້ອຍ, ALA-LC: Aksǭn thai nǭi; thailändisch อักษรไทน้อย, RTGS Akson Thai Noi) ist eine Schrift, welche bis 1930 in Schulen und in Tempeln im nordöstlichen Thailand (Isan) und im heutigen Laos bis 1975 Verwendung fand. Im Rahmen einer Nationalisierungskampagne wurde die Schrift im heutigen Thailand durch die Schrift des Zentralthai ersetzt. In Behörden und in Schulen musste Standard-Thai gesprochen und geschrieben werden. Seit der Unterdrückung und dem Verbot der Tai-Noi-Schrift gilt die Isan-Sprache als eine schriftlose Sprache. Spätestens seit den 1930er Jahren gilt die Verwendung der Schrift in Thailand als ausgestorben. Es gibt zaghafte Versuche, die Schrift im Nordosten von Thailand wiederzubeleben. Die heutige laotische Schrift gilt als direkter Nachfahre der Tai-Noi-Schrift. Einige Doppel- und Endkonsonanten finden aber nach Rechtschreibreformen keine Anwendung mehr.
In Laos wird die Tai-Noi-Schrift auch aksǭn lāo dœ̄m genannt (laotisch ອັກສອນລາວເດີມ, thailändisch อักษรลาวเดิม), was man mit „alter laotischer Schrift“ übersetzen kann, oder auch lāo būhān (ລາວບູຮານ) was mit „ursprünglichem Laotisch“ übersetzt wird.
Ein Schriftzeichen der Tai-Noi-Schrift wird als To Lao (laotisch ໂຕລາວ, thailändisch โตลาว) bezeichnet. Da sowohl Laotisch als auch Thai kein Plural kennt, wird die Schrift ebenso bezeichnet.

## Geschichte

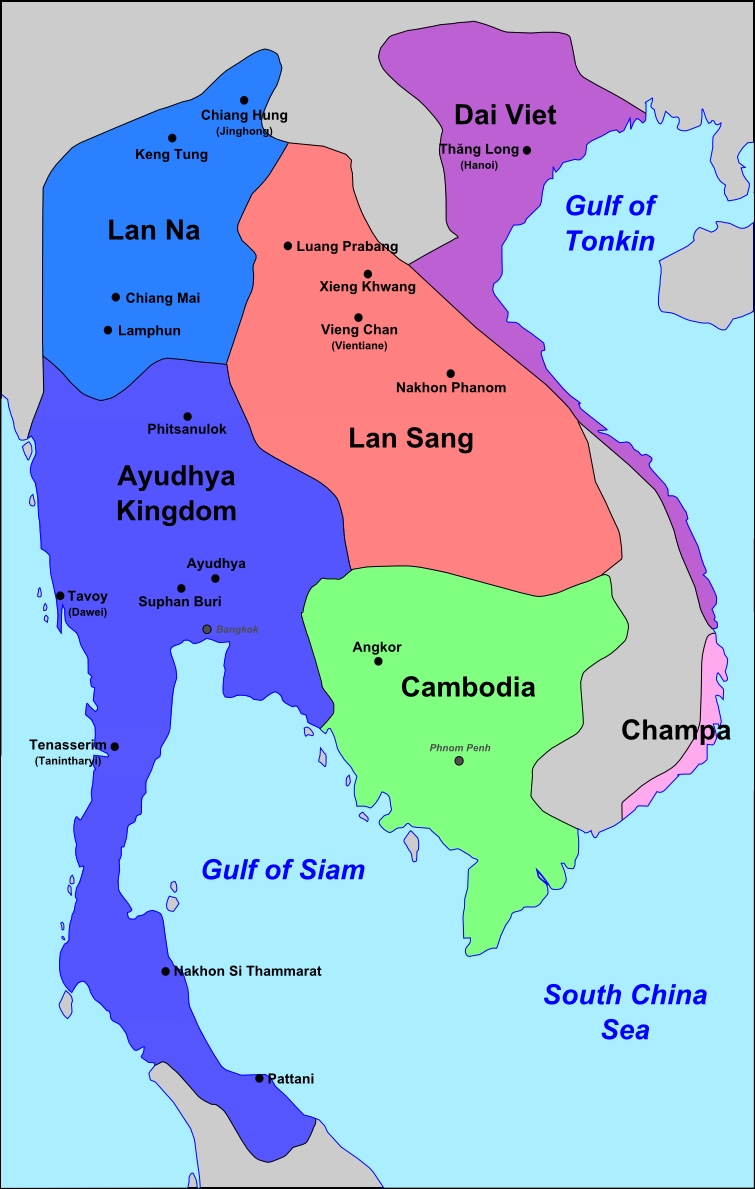
Die Königreiche um 1540

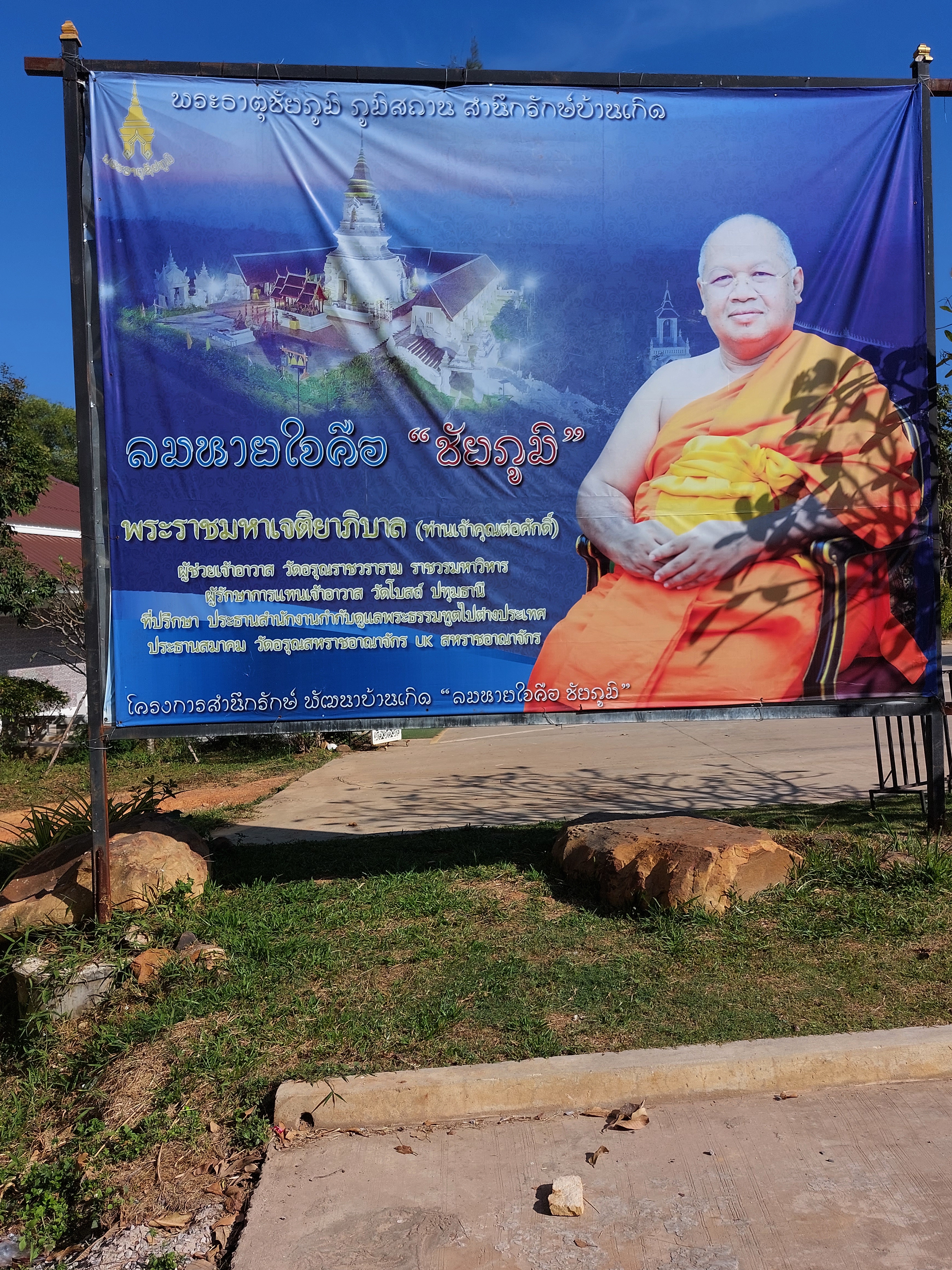
Poster in einem Tempel in der nordöstlichen thailändischen Provinz Chaiyaphum. Teilweise wird ein Font im Stil von Tai Noi verwendet.

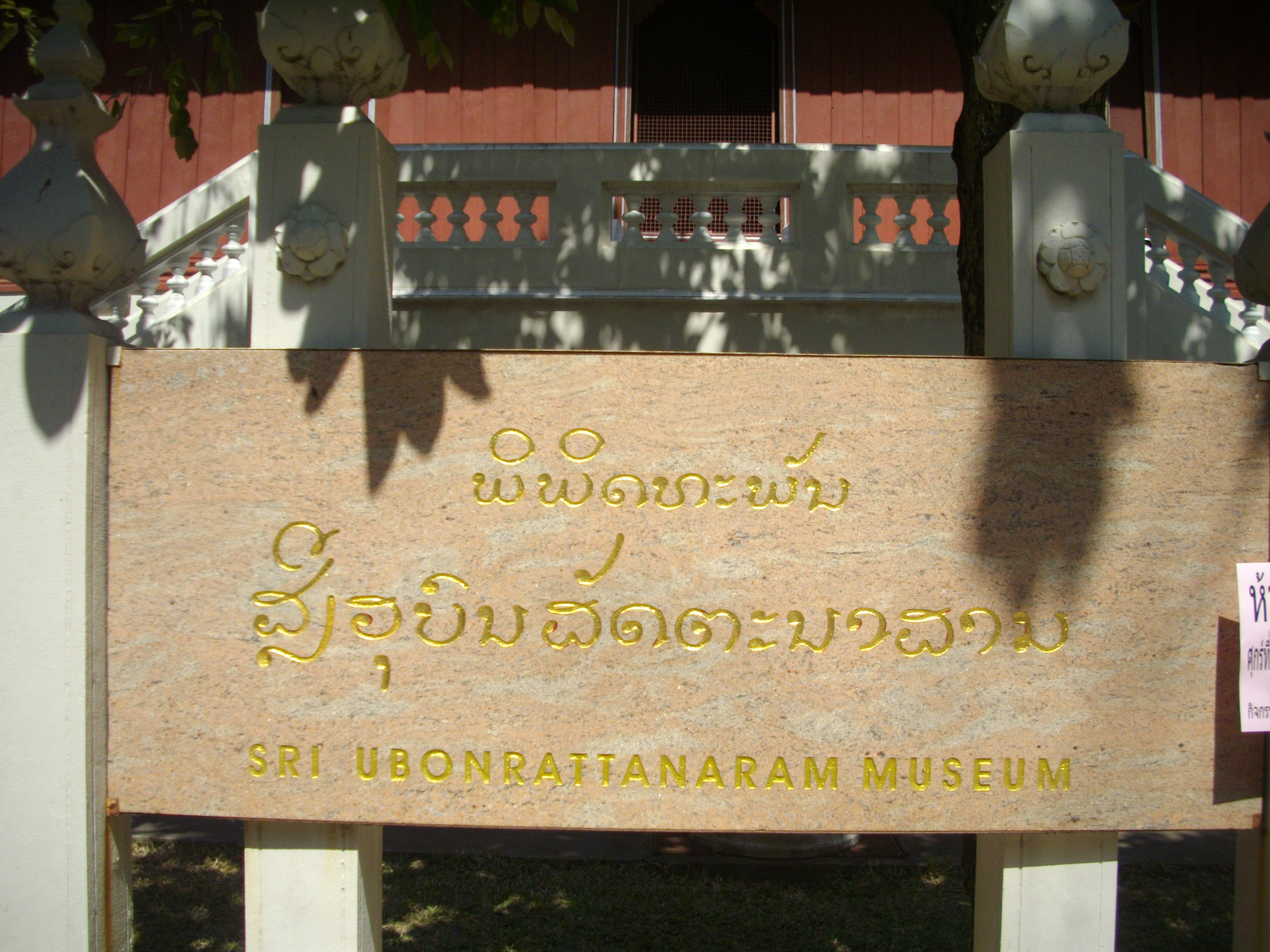
Inschrift am Si-Ubon-Rattanaram-Museum, Ubon Ratchathani, Thailand. Die Inschrift ist in Tai Noi gehalten. In Standard-Thai wäre die Inschrift พิพิธภัณฑ์ศรีอุบลรัตนาราม.

Ursprünglich wurden die Vorläufer der Tai-Noi-Schrift aus der Schrift der Khmer entwickelt. Die Schrift entstand im Gebiet von Lan Na im heutigen Nordthailand. Auch spielten Einflüsse der Mon-Schrift eine wesentliche Rolle. Das Königreich Lan Xang übernahm die Fak-Kham-Schrift von Lan Na im 16. Jahrhundert und entwickelte diese zur Tai-Noi-Schrift weiter. Als ältestes Zeugnis der Tai-Noi-Schrift gilt eine Stele in Thakhek am Mekong, welche auf 1497 datiert wird. Da das Königreich Lan Xang auch das Gebiet im Nordosten Thailands umfasste, wurde die Schrift auch dort eingeführt. Die Gebiete des heutigen Isan waren aber zu jener Zeit nicht dicht besiedelt, nachdem eine langanhaltende Dürre vom 13. bis zum 15. Jahrhundert die Region entvölkerte.
Lan Xang zerfiel 1703 in drei Königreiche, welche ab 1779 unter siamesischer Oberhoheit standen. Das siamesische Königreich (Vorläufer des heutigen Thailand) kontrollierte die Gebiete des heutigen Isan aber nicht direkt, sondern setzte weiter auf die Vasallen des Königreichs Vientiane und des Königreiches Champasak. Erst nach einem Aufstand im Jahr 1827 wurden die Teile westlich des Mekong enger in das siamesische Königreich eingebunden und die Siamesen versuchten ihre Sprache und Kultur in diesen Gebieten durchzusetzen. Die Siamesen versklavten einen Großteil der Bevölkerung in und um Vientiane und siedelten diese in den menschenleeren und unterbevölkerten Gebieten im Isan an. Durch diese Umsiedlungsaktion wurde der Dialekt von Vientiane über den ganzen Nordosten des heutigen Thailand verbreitet und damit die Tai-Noi-Schrift.
1871 wurde per königlicher Anordnung die Thai-Schrift in allen Schulen des Landes verbindlich eingeführt. Die meisten Schüler wurden aber in örtlichen Tempeln unterrichtet, sodass die Tai-Noi-Schrift weiterhin verwendet wurde. Auch war die siamesische Autorität in vielen Orten des Isan nicht vorhanden. Nach dem Französisch-Siamesischen Krieg 1893 verlor Siam seine Gebiete östlich des Mekong an Frankreich, welches pro forma die alten Adelsgeschlechter von Vientiane, Luang Prabang und Champasak wieder einsetzte. Als Grenze zwischen dem heutigen Thailand und Laos wurde der Mekong festgelegt. Die laotischen Herrscher verwendeten weiterhin das Tai-Noi-Alphabet, während in Thailand die Schrift weitgehend verschwand. Während der Herrschaft des nationalistischen Diktators Plaek Phibunsongkhram in den 1930er Jahren wurden Tempel in Thailand nach Tai-Noi-Schriften durchsucht und diese verbrannt oder vernichtet. Religiöse Schriften wurden in Thailand durch Schriften in Standard-Thai ersetzt.
Nach der Revolution und der Machtübernahme der Kommunistischen Partei in Laos 1975 wurden Sprache und Schrift vereinfacht und Doppelkonsonanten, Endkonsonanten aus der Tai-Noi-Schrift verbannt. Das heutige Laotisch verfügt nur noch über 33 Konsonanten. Trotz allem kann man die laotische Schrift als eine Fortsetzung der Tai-Noi-Schrift verstehen.

## Aufbau der Schrift
Während die Standard-Thaischrift aus 44 beginnenden Konsonanten, zusätzlichen Doppelkonsonanten und Endkonsonanten besteht, bestand die Tai-Noi-Schrift nur aus 27 beginnenden Konsonanten, 7 Doppelkonsonanten und 11 Endkonsonanten. Die kommunistische Regierung reduzierte die Anzahl auf 33 Konsonanten. Die Tai-Noi-Schrift wird prinzipiell von links nach rechts gelesen, Vokale können sich aber vor, hinter, über und unter dem Konsonanten befinden. Dies gilt auch für Standard-Thai und wie in dieser wurden keine Abstände zwischen den Wörtern verwendet. Die Trennung zwischen Sätzen wurde durch einen Abstand erreicht. Dies gilt prinzipiell auch für die laotische Schrift.